# Bastuflotte

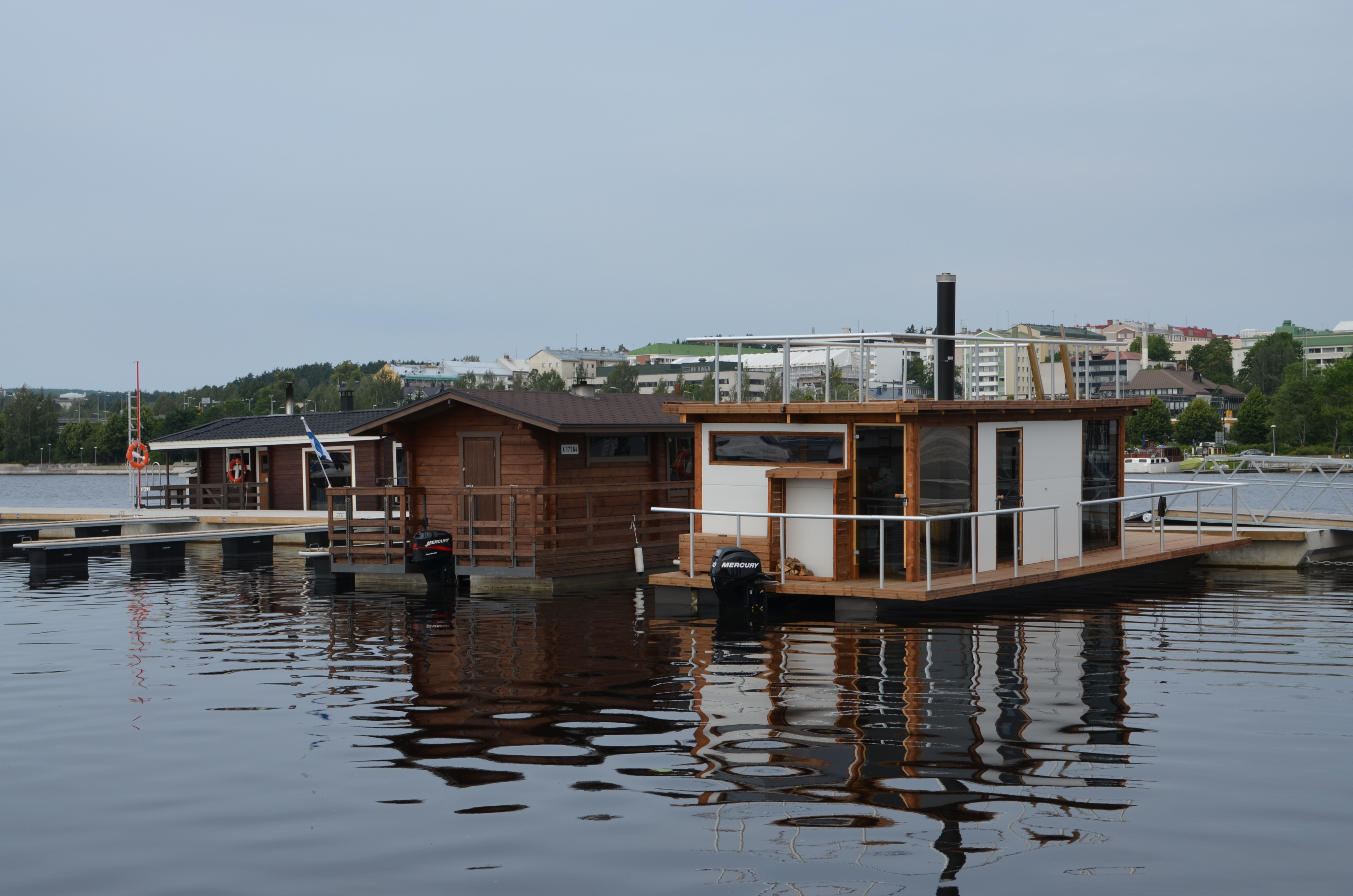
Bastuflottar i Jyväskylä i Finland.

Bastuflotte även kallad marinbastu, flytbastu, bastubrygga eller bastubåt. På en bastuflotte är bastun placerad på en flotte och flyter fritt i vattnet. 
Det finns flera typer av plattformar till bastu. Mindre bastur står ofta på flottar med plastpontoner som flytelement, medan större bastuanläggningar normalt står på betongpontoner. Det förekommer också varianter med stålpontoner och aluminiumpontoner. Bastuflottar är ofta utrustade med en lucka inne i bastun, i vilken man badar för att sedan stiga direkt upp basturummet. 
En bastuflotte kan vara förtöjd vid en brygga eller ankrad i ett vattendrag. Bastuflottar kan vara försedda med en utombordare för att möjliggöra förflyttning. 